# 武川岳
武川岳（たけがわだけ）は、埼玉県飯能市と秩父郡横瀬町の境界にある山である。標高1,051.7m。
岳という山名がついてはいるが、山容は至ってなだらかで、長閑な雰囲気を漂わせる山である。
山頂部は広く数個のベンチが置かれており、南側の名栗・奥多摩方面に展望がひらける。また、山頂からわずかに西の方へ（妻坂峠方面）下ったところはカタクリの群落がある。
荒川の支流、横瀬川の源頭の山でもある。

## 登山ルート

### 飯能市の名郷から
標高約330m。西武池袋線飯能駅またはJR八高線東飯能駅から「名郷」または「湯の沢」行きのバスで下車する。所要時間は約1時間。
そこから前武川岳（1,003m）へ続く尾根道へ入っていく。天狗岩をはじめ所々に急坂のあるコースである。または、妻坂峠（標高約830m）経由で行くこともできる。
また、山伏峠経由で登る場合は「湯の沢（標高約410m）」で下車し、山伏峠から尾根道に入り、前武川岳で名郷からのコースが合流する。ここから30分ほどで武川岳に着く。

### 横瀬町の芦ヶ久保から
標高約300m。西武秩父線芦ヶ久保駅で下車し登山道に入り，二子山、焼山および蔦岩山を経由し武川岳に至る。アップダウンの激しいコースだが、好展望地が何箇所かある。
または、国道299号を正丸トンネル方面へ歩き、このトンネルの手前で山伏峠への道へ入り、名栗げんきプラザから登るコースもある。
この他には武甲山や大持山方面からの尾根をたどる方法もある。

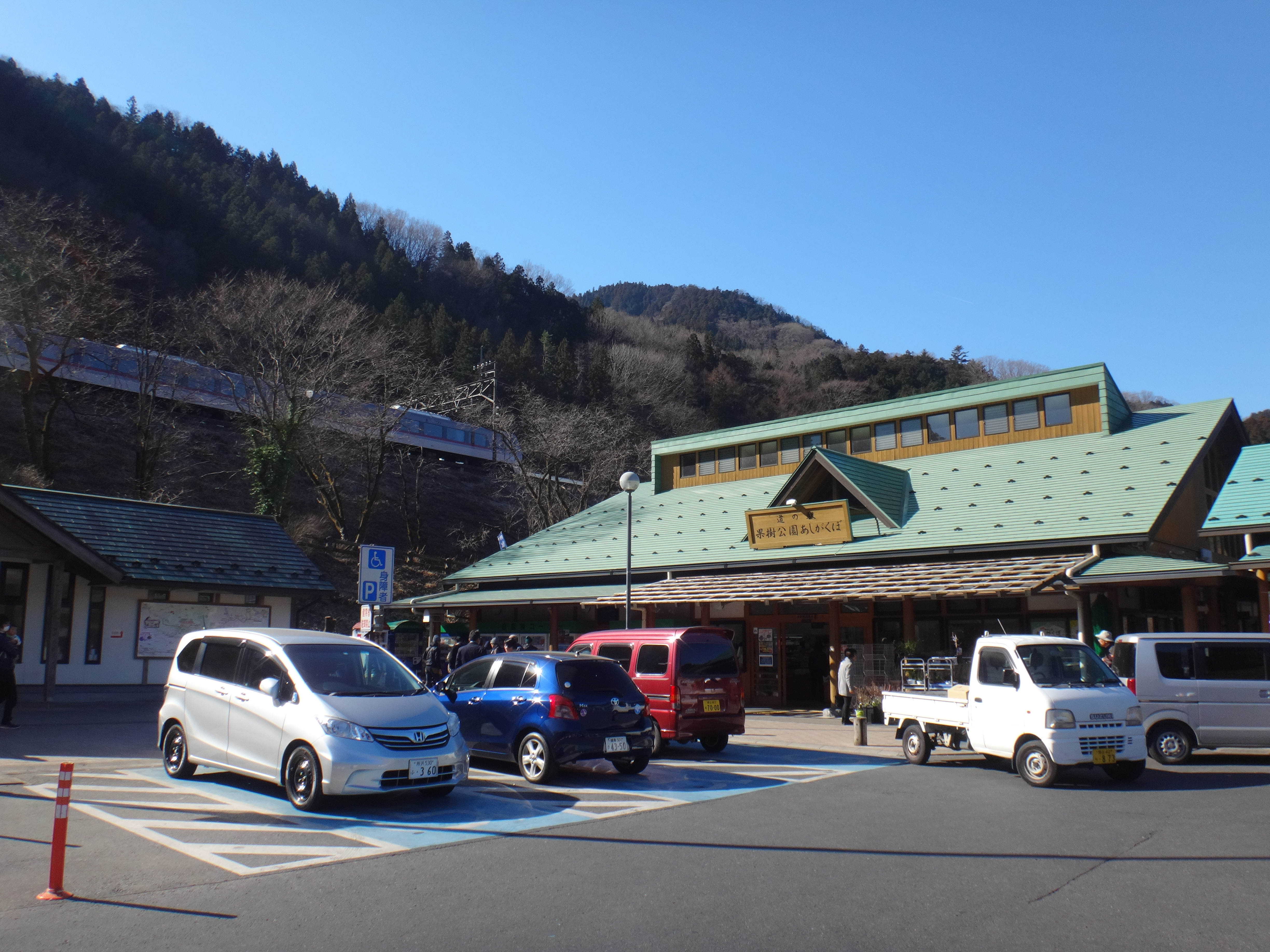
芦ヶ久保駅と道の駅
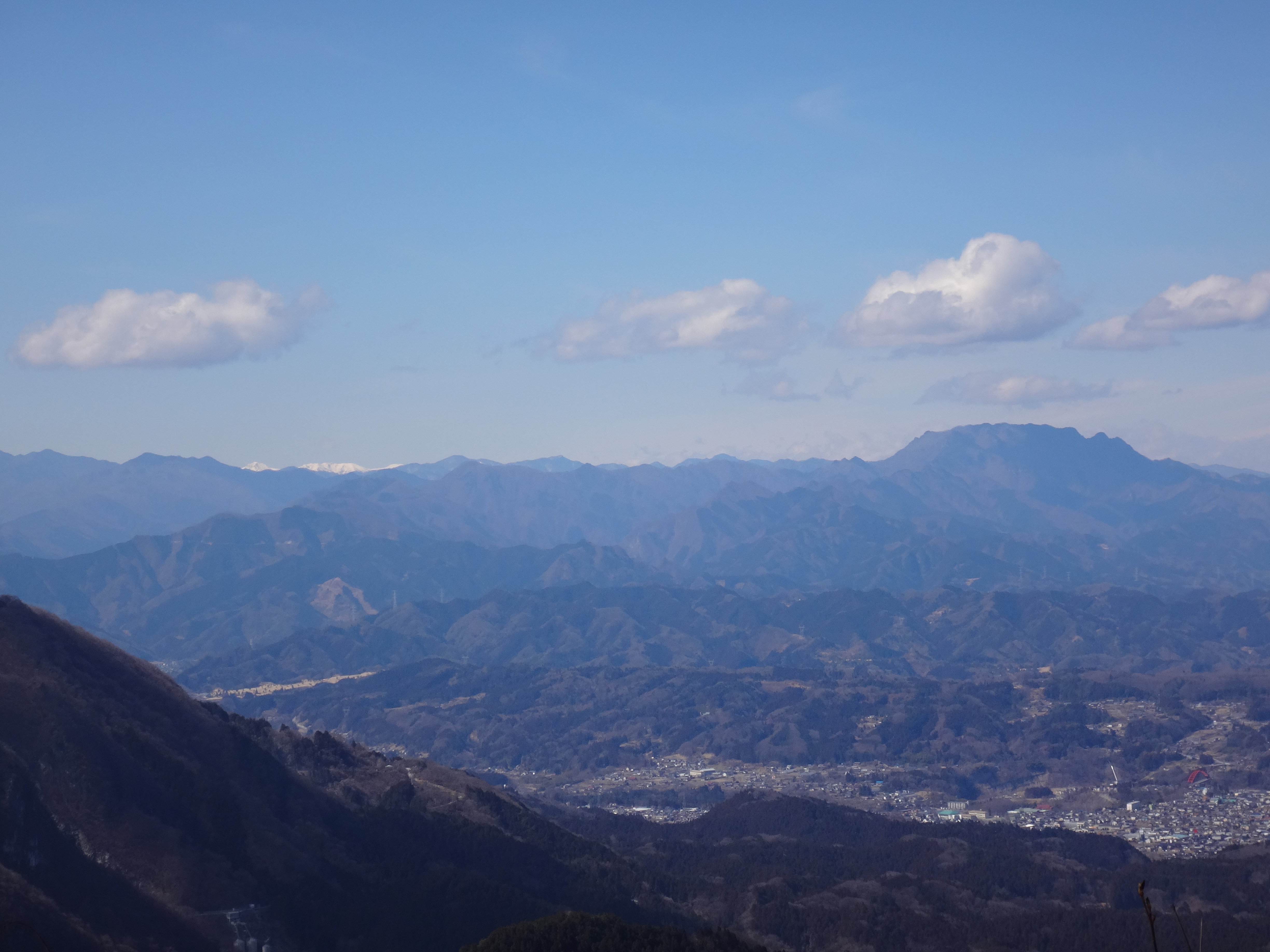
二子山からの両神山
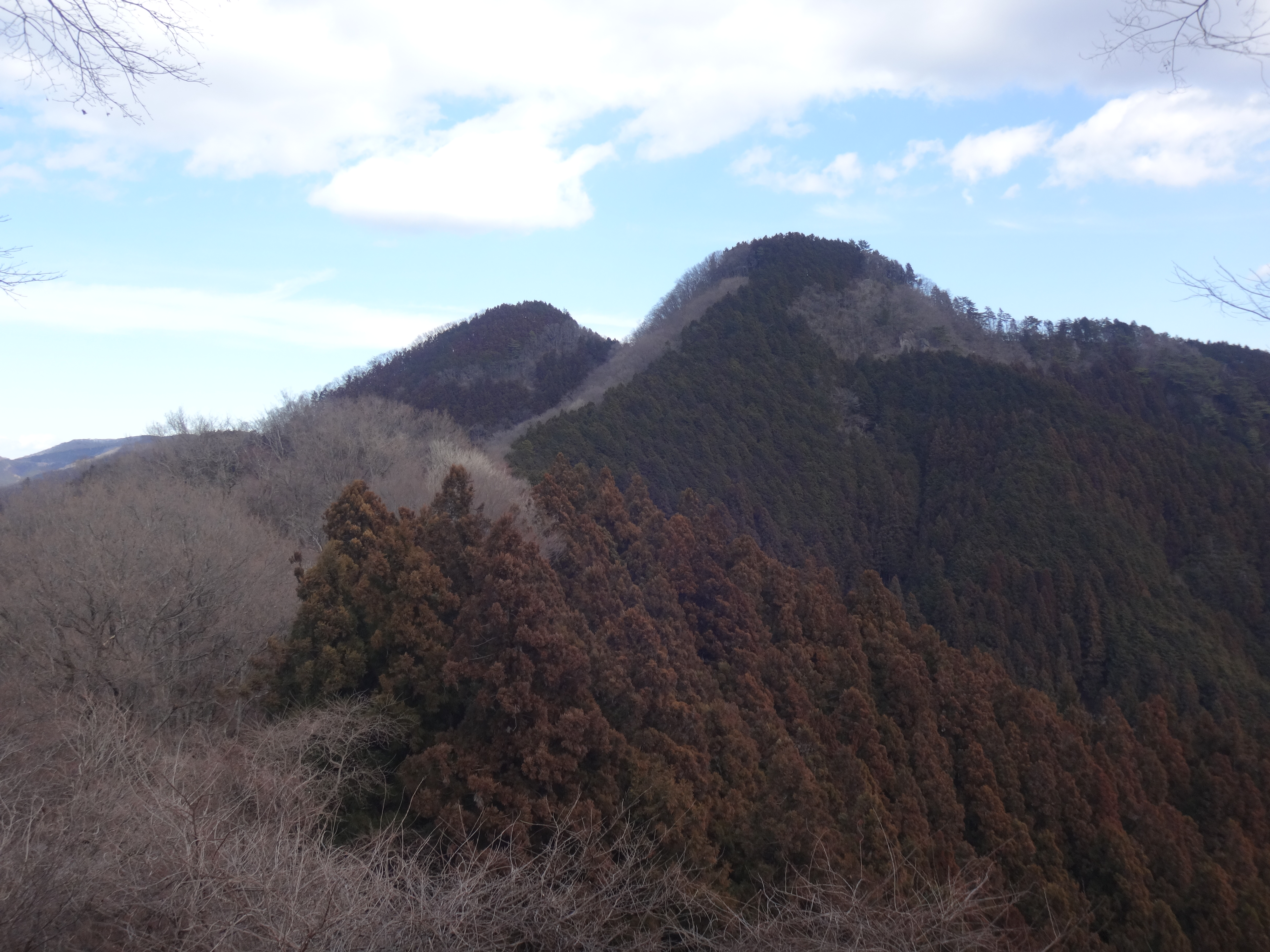
焼山方面からの二子山
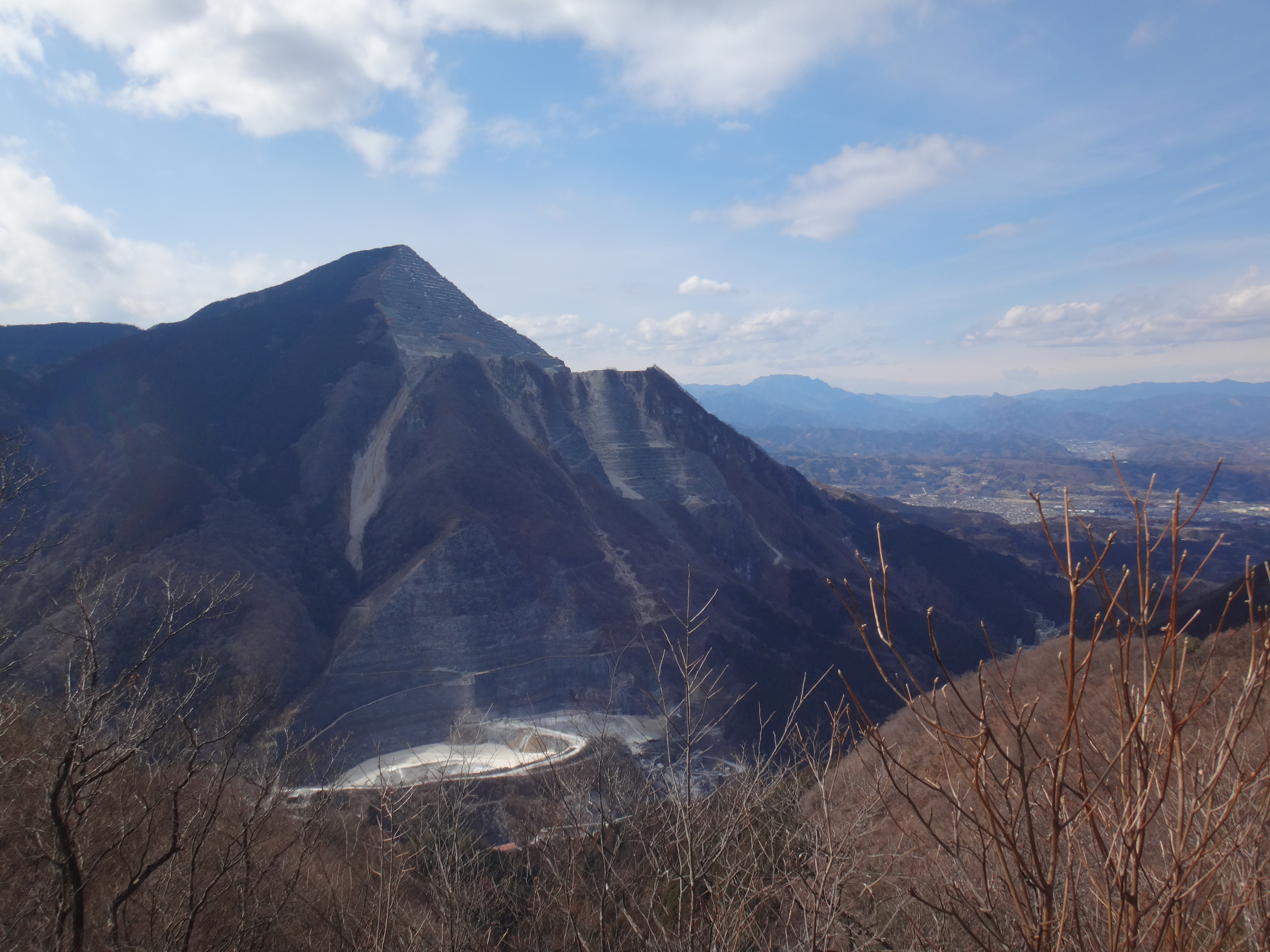
焼山からの武甲山
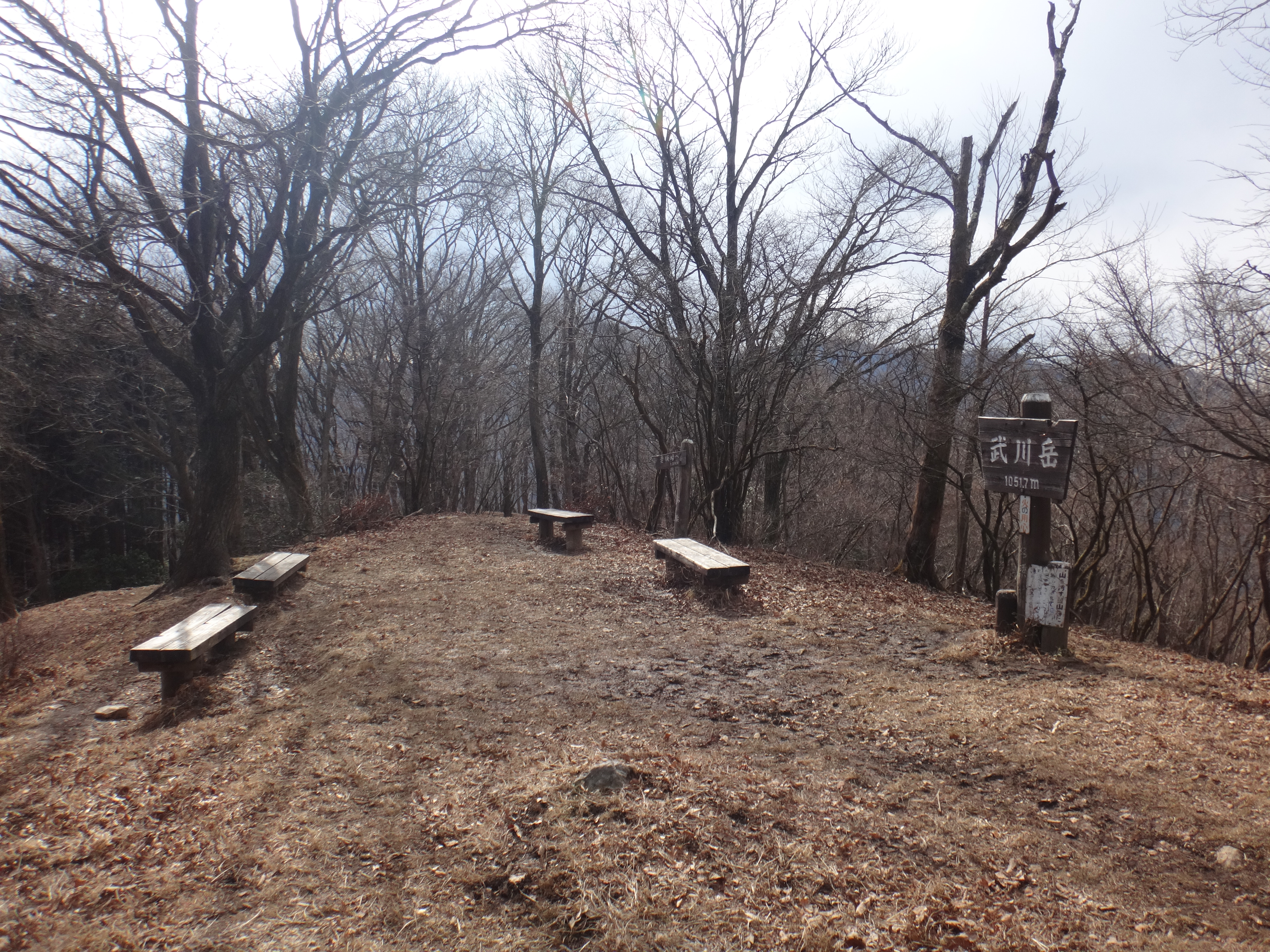
武川岳山頂

## 隣接する山

### 東
- 山伏峠

### 西
- 妻坂峠

### 南
- 前武川岳

### 北
- 蔦岩山（1,004m）
- 焼山（850m）